# Elisabeth Baumann-Schlachter
Elisabeth Baumann-Schlachter (Thun, 2 luglio 1887 – Berna, 30 marzo 1941) è stata una scrittrice svizzera.

## Biografia
Elisabeth Baumann-Schlachter era la seconda figlia di Franz Eugen Schlachter, traduttore di bibbie miniate e predicatore evangelico a Berna e Bienne e della comunità evangelica a Berna. A Bienna, dove è cresciuta, viveva con una sorella maggiore occupandosi dei suoi due fratelli minori ed ereditò il suo talento di scrittrice da suo padre.
Da giovanissima ha fondato con il suo titolo di educatrice di scuola dell’infanzia un asilo privato a Berna ed era attiva come educatrice anche in Inghilterra e a Roma. Sapeva parlare più lingue. A 31 anni si sposò con Witwer Gotthilf Baumann, un insegnante. Dopo il loro matrimonio si è occupata anche delle tre figlie di lui rimaste orfane e del loro figlio in comune, Franz Baumann. Nella sua opera Das Ehebüchlein (Il libretto sul matrimonio) analizza in modo profondo e poetico il tema del matrimonio. Nel 1941 all’età di 54 anni morì per una gastropatia come suo padre.
In totale pubblicò 28 opere: la riflessione sul matrimonio, raccolte di poesie natalizie, libri per bambini ed altri racconti. Una parte dei suoi libri sono scritti in dialetto bernese. Nella sua opera Wunderwege troviamo una serie di racconti brevi e una breve introduzione nella quale racconta di un evento della sua infanzia con protagonista suo padre Franz Eugen Schlachter.

## Opere
- Neui bärndütschi Wiehnachts-Gedichtli für Chinder, 1911
- No meh Wiehnachts-Gedichtli, 1913
- Was Chinder a Familiefeschte chönne säge-n- und uffüehre, 1913
- Die chlyne Patriote. Soldateliedli und Värsli zur Gränzbsetzig, 1914
- Allergattig Värsli für die Chlyne, 1916
- Mys Wiehnachtssprüchli i der böse Zyt, 1917
- Sunne i ds Härz! Neui Värsli und Liedli, 1920
- Weihnachten bei Klein und Groß, 1921
- En Osterhase-Gschicht i Värse, 1922
- Weihnachtslicht. Verse und Aufführungen, 1926
- Das Sorgenbüchlein, 1930
- Das Mutterbüchlein, 1931
- Da heit dir neui Värsli, 1932
- Von der Weihnacht Licht und Freude. Verse, 1933
- Das Ehebüchlein, 1934
- Wei mer öppis üffüehre? Wiehnachtsstückli für Groß und Chly, 1934
- Von Lust und Last im Elternstand, 1936
- Wir feiern Weihnacht! Allerlei Verse für Grosse und Kleine, 1937
- Wunderwege, 1938
- Bärnergmüet, 1938
- Gebetbüchlein für Kinder und solche, welche sie beten lehren, 1939
- Wär wott Wiehnachtsvärsli?, 1941
- Rolf und Peter machen Hilfsdienst. Erzählung, 1942
- Die Zigeunerin; Das lahme Brigittli. Zwei Erzählungen, 1942
- Der kleine Bajass von Flurwylen. Erzählung, 1943
- Bärenwirts Röbeli und der Gottesknab, 1955
- Sorget nichts! Gschichte vo Freud und Leid, 1947/1978
- Weihnachtsverse für Klein und Groß